# Isaac Johnson (colono)
Isaac Johnson (murió en 1630) fue un colono inglés del Nuevo Mundo y uno de los fundadores de Massachusetts.

## Vida
Fue el nieto del Archidiácono Robert Johnson, fundador de las escuelas Oakham y Uppingham, y nativo de Clipsham, Rutland.
Fue el mayor accionista de la Colonia de la Bahía de Massachusetts y fue uno de los doce hombres que firmaron el Acuerdo de Cambridge el 29 de agosto de 1629. En 1630 navegó en la Flota Winthrop a América, llegando a Salem el 12 de junio y fue uno de los cuatro que fundaron la primera iglesia en Charlestown el 30 de julio. La falta de agua potable en Charlestown los obligó, el 7 de septiembre, a trasladarse a Shawmut, ahora Boston, que se estableció bajo la supervisión de Johnson. Murió en Boston el 30 de septiembre de 1630, el hombre más rico de la colonia. Se cree que está enterrado en la King's Chapel Burying Ground que es parte de su estado.
Su esposa era Arbella, una hija de Thomas Clinton, 3er Conde de Lincoln; El buque "almirante" de la flota de Winthrop pasó a llamarse Arbella en su honor. Murió en Salem en agosto de 1630, sin dejar hijos.